# WinDev
WinDev, WebDev und WinDev for Mobile sind integrierte Entwicklungsumgebungen des französischen Unternehmens PC SOFT für deren objektorientierte 4GL-Programmiersprache WLanguage zur Entwicklung von grafischen Datenbank-Anwendungen.

## Beschreibung
WinDev ist eine französische Entwicklungsumgebung, die mit einigen Monaten Abstand jeweils dann auch in Englisch verfügbar ist.
WinDev/WebDev und WinDev for Mobile sind Code-kompatibel. Mit WinDev lässt sich ein Programm für Windows, Linux, JAVA, .NET, WebService, Pocket PCs oder Smart-Phones erstellen. WinDev stellt eine Datenbank (Single oder Client/Server), einen Report-Generator, einen Windows-kompatiblen Installer (.msi), Hilfe-Generator, RAD-Generator (Rapid Application Development) und mehr zur Verfügung.
WinDev hat eine eigene Programmiersprache „WLanguage“. Diese Sprache entspricht in etwa einer Mischung aus Basic und DBase (Clipper). Der eingebaute Code-Editor unterstützt den Programmierer mit Code-Vervollständigung sowie mit Wizzards und Syntax Tooltips. Man kann mit den integrierten Befehlen und Controls einfach und schnell eine Applikation erstellen ohne auf die Community, 3rd-Party-Programme oder auf API-Codeteile zurückgreifen zu müssen.
WinDev geht mit XML, Datenübertragung per FTP/HTTP gut um, kann hardwareseitig die seriellen und parallelen Schnittstellen ansprechen und ist für die Entwicklung von Netzwerkprogrammen ausgestattet. Runtime-Kosten (Lizenz) entstehen dem Kunden nicht. Der mitgelieferte Report-Generator kann dem Kunden ebenfalls kostenfrei mitgegeben werden.
WebDev erstellt Webseiten mittels eines Webservices, ist in der Lage, mit Ajax umzugehen und kann auch Datenbank-Tabellen auf Internet-Seiten darstellen.
Mit WinDev Mobile erstellt man Apps für Android, iOS, Windows Phone und Windows CE. Ab der Version 18 kann man dabei auch die hauseigene Datenbank Hyperfile HFSQL auf mobilen Geräten verwenden.
WinDev benötigte zum Betrieb einen Dongle (Hardwarekopierschutz) in Form eines Parallel- bzw. USB-Dongles. Mit Windev 2025 wurden auch SaaS-Versionen ohne Dongle eingeführt, die als Abo gekauft werden können.

## Geschichte
WinDev wurde von der Firma PC SOFT erfunden. PC SOFT wurde 1984 gegründet und verkaufte damals „HI SCREEN“. Danach (aus der Erfahrung von „Hi Screen“) entwickelte PC SOFT „WinDev“.
Die aktuelle Version (Stand 2025) ist WinDev 2025. Die Entwicklungsumgebung ist 32 Bit und experimentell auch 64 Bit mit Einschränkungen. Ab Version 11 können 64-Bit-Programme erstellt werden.
WinDev, WebDev und WinDev Mobile sind seit Mai 2014 auch auf Englisch verfügbar.

## Code Beispiel
- HReadFirst(Kunden,iKundenNr) // Lese den ersten Datensatz
- WHILE NOT HOut(Kunden) // Ablehnende Schleife, Solange das Dateiende nicht erreicht wurde
  - iAnzahlKunden++ // Zähle den Zähler hoch
  - HReadNext(Kunden,iKundenNr) // Lese nächsten Datensatz
- END // Schleife Ende

Vereinfachte Version:
- FOR ALL ELEMENT Kunden ON iKunderNr // Lesen aller Datensätze
  - iAnzahlKunden++ // Zähle den Zähler hoch
- END // Schleife Ende

## Dateiformate und Datenbanktreiber
1. WinDev Hyper File Classic
2. WinDev Hyper File Client/Server (HFSQL)
3. ODBC
4. OLEDB
5. ADO
6. DOS – (Binärdatei)
7. Text
8. XML
9. JSON
10. PDF
11. IBM DB2¹
12. Microsoft SQL Server¹
13. Oracle*
14. Sybase¹
15. AS/400¹
16. Informix¹
17. Paradox¹
18. MySQL²
19. PostgreSQL²

¹) sind native Datenbanktreiber, die gegen Aufpreis erworben werden müssen)
²) sind native Datenbanktreiber, die ohne Aufpreis mitgeliefert werden)